# 노아 오카포르
노아 아린제추쿠 오카포르(Noah Arinzechukwu Okafor, 2000년 5월 24일 ~ )는 스위스의 축구 선수로 현재 이탈리아 세리에 A의 나폴리에서 윙어로 활약하고 있다.